# Oscar Domingo Sarlinga
Oscar Domingo Sarlinga (Buenos Aires, 20 maggio 1963) è un vescovo cattolico argentino, dal 3 novembre 2015 vescovo emerito di Zárate-Campana.

## Biografia
Monsignor Oscar Domingo Sarlinga è nato a Buenos Aires il 20 maggio 1963.

### Formazione e ministero sacerdotale
Ha completato gli studi primari al collegio "Nuestra Señora de Luján" a San Andrés de Giles e gli studi secondari al Colegio Fray Mamerto Esquiú della stessa città. Ha conseguito il diploma di studi superiori in lingua francese presso l'Istituto dell'Alliance Française di Buenos Aires e in lingua e letteratura italiana presso l'Accademia Dante Alighieri. Ha compiuto studi universitari anche in altre lingue.
Ha studiato filosofia e teologia presso il seminario maggiore di Mercedes e presso la Pontificia università cattolica argentina.
Il 30 aprile 1990 è stato ordinato presbitero per l'arcidiocesi di Mercedes-Luján. In seguito è stato vicario parrocchiale della basilica cattedrale di Nostra Signora delle Grazie a Mercedes, consigliere diocesano dell'Azione Cattolica e delegato episcopale per il ministero della gioventù. Nel 1991 è stato nominato parroco in solido della stessa basilica cattedrale e nell'agosto del 1992 è stato inviato in Svizzera per compiere gli studi per la licenza in teologia morale presso l'Università di Friburgo avendo come relatore il professor Servais-Théodore Pinckaers. Il vescovo di Losanna, Ginevra e Friburgo gli ha chiesto di svolgere un servizio pastorale in quella diocesi e nel 1993 lo ha nominato amministratore parrocchiale di Belfaux, nel Canton Friburgo, al confine linguistico franco-tedesco di quella zona della Svizzera. Ha poi fatto un'esperienza pastorale in Germania, nella parrocchia di Heppenheim, in diocesi di Magonza.
Al suo ritorno in Argentina è stato nominato vicario episcopale per gli affari giuridico-canonici. Allo stesso tempo ha iniziato la sua attività di insegnamento come professore di etica professionale per avvocati presso l'Università Cattolica di Salvador, con sede nella città di Mercedes. Il 7 maggio 1996 è stato nominato rettore del seminario maggiore diocesano "Santo Curato d'Ars" di Mercedes. Nel 1997, ad appena 33 anni, papa Giovanni Paolo II gli ha conferito il titolo di prelato d'onore di Sua Santità. Il 29 aprile 2000 è stato nominato vicario generale dell'arcidiocesi, mantenendo per un anno anche l'ufficio di rettore del seminario.
Negli anni ha proseguito la sua formazione e ha conseguito anche la licenza in diritto canonico presso l'Università di Salamanca e il dottorato in teologia dogmatica presso la Pontificia Università della Santa Croce a Roma.

### Ministero episcopale

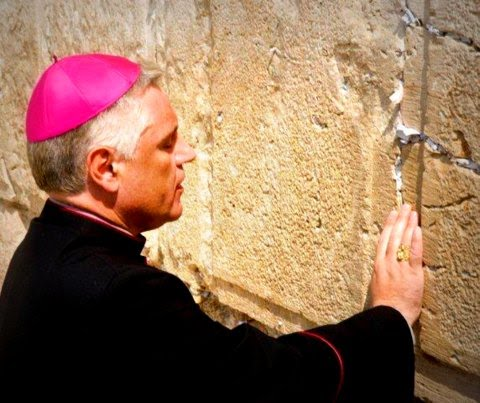
Monsignor Oscar Domingo Sarlinga in visita al Muro del Pianto a Gerusalemme.

Il 12 aprile 2003 papa Giovanni Paolo II lo ha nominato vescovo ausiliare di Mercedes-Luján e titolare di Uzali. Ha ricevuto l'ordinazione episcopale il 17 maggio successivo nella basilica cattedrale di Nostra Signora delle Grazie a Mercedes dall'arcivescovo metropolita di Mercedes-Luján Rubén Héctor di Monte, co-consacranti il cardinale Jorge Mario Bergoglio, arcivescovo metropolita di Buenos Aires, e l'arcivescovo emerito di Mercedes-Luján Emilio Ogñénovich.
Il 3 febbraio 2006 papa Benedetto XVI lo ha nominato vescovo di Zárate-Campana. Ha preso possesso della diocesi il 18 dello stesso mese. Nel marzo successivo ha compiuto la visita ad limina.
Nel 2009 ha ricevuto il prestigioso premio italiano "Ciociaria" per il suo lavoro per la "fraternità dei popoli". La notizia è stata pubblicata dal quotidiano italiano Il Tempo e confermata dalla diocesi. La cerimonia di premiazione si è svolta il 27 marzo al Teatro Comunale di Fiuggi nell'ambito della 35ª edizione del "Premio Nazionale Ciociaria 2009".
Tra i suoi numerosi scritti: Kościół argentyński wobec wyzwań społecznych XXI wieku ("La Chiesa argentina di fronte alle sfide sociali del XXI secolo", Centrum Studiów Latynoamerykańskich. Uniwersytet, Università di Varsavia, 2004); La misión eclesial para el humanismo integral y solidario. Una relación esencial ("La missione ecclesiale per l'umanesimo integrale e solidale. Una relazione essenziale", Pontificia Università della Santa Croce, Roma, 2005) e La ética del ser y de la responsabilidad, para la construcción de un verdadero humanismo ("L'etica dell'essere e della responsabilità, per la costruzione di un vero umanesimo", Università di Belgrano, Buenos Aires, 2007).
Il 1º novembre 2015, nell'omelia di una messa celebrata nella basilica di Luján, ha annunciato le sue dimissioni chiedendo "un momento speciale per pregare". Il 3 novembre papa Francesco ha accettato la sua rinuncia al governo pastorale della diocesi. La notizia ha sorpreso i laici, ma monsignor Sarlinga aveva presentato le dimissioni al pontefice diverso tempo prima. Secondo Crux, ha dovuto affrontare accuse di cattiva gestione dei fondi e comportamenti eccessivamente autoritari contro i laici e i chierici della diocesi di Zárate-Campana. La stessa fonte ha riferito anche che il papa, quando era arcivescovo di Buenos Aires, si era opposto alla nomina di Sarlinga a vescovo.
Nel maggio del 2019 ha compiuto la visita ad limina.
In seno alla Conferenza episcopale d'Argentina è stato membro del consiglio per gli affari giuridici, del consiglio per gli affari economici, della commissione per i ministeri, della commissione per la pastorale sociale e della commissione per l'ecumenismo e il dialogo con l'ebraismo, l'islam e le altre religioni.

## Genealogia episcopale
La genealogia episcopale è:
- Cardinale Scipione Rebiba
- Cardinale Giulio Antonio Santori
- Cardinale Girolamo Bernerio, O.P.
- Arcivescovo Galeazzo Sanvitale
- Cardinale Ludovico Ludovisi
- Cardinale Luigi Caetani
- Cardinale Ulderico Carpegna
- Cardinale Paluzzo Paluzzi Altieri degli Albertoni
- Papa Benedetto XIII
- Papa Benedetto XIV
- Papa Clemente XIII
- Cardinale Bernardino Giraud
- Cardinale Alessandro Mattei
- Cardinale Pietro Francesco Galleffi
- Cardinale Giacomo Filippo Fransoni
- Cardinale Carlo Sacconi
- Cardinale Edward Henry Howard
- Cardinale Mariano Rampolla del Tindaro
- Cardinale Antonio Vico
- Arcivescovo Filippo Cortesi
- Arcivescovo Zenobio Lorenzo Guilland
- Vescovo Anunciado Serafini
- Vescovo Antonio Quarracino
- Arcivescovo Rubén Héctor di Monte
- Vescovo Oscar Domingo Sarlinga